# Сътрудничество
Сътрудничество (или в научни контексти като колаборация) е акт на съвместна работа по изпълнението на общи или индивидуални цели заедно, в екип.
Понятието сътрудничество се отнася за всички процеси, при които хората работят заедно. Могат да си сътрудничат както отделни членове на обществото, така и колективи, общности и дори националности. Тъй като сътрудничеството е неизменен аспект от живота в социума, този термин се използва в много области, например в науката, изкуството, образованието, софтуерната индустрия, интернет технологиите и др.
Изследванията и проучванията на процеса на сътрудничество стават все по-интензивни през последните години с навлизането на Интернет и комуникацията посредством компютър. Софтуерни дизайнери, мениджъри и учени от различни области се стараят да създадат по-използваеми и ефективни среди и методи за сътрудничество.
Сътрудничеството би могло да бъде предпоставка за успех, тъй като в най-добрия случай то е събиране на знанието, опита и уменията на различни хора на едно място. Ако всеки от участниците в сътрудничеството допринесе с най-доброто, на което е способен, то резултатът от сътрудничеството винаги би бил по-добър от резултат, постигнат без сътрудничество (т.нар. синергия).
Тази максима, обаче, се осъществява трудно. Причините биха могли да бъдат липса на мотивация, която произтича от недостатъчна организация на човешките ресурси, както и психологически бариери между сътрудниците. Такива бариери биха могли да бъдат:
- чувство на заплаха от страна на непознатия, което може да доведе до нежелание за споделяне на знания и умения с този човек;
- вярването, че някой вече има решение на техния проблем, но не могат да го открият;
- нежеланието знанието да се споделя с други;
- нежеланието да се работи върху проблем, който е разработван от друга група или институция.

Повечето от дискусиите около темата сътрудничество, обаче, са насочени по-скоро към това, как то да се използва, а би трябвало да се обърне повече внимание на това, как да се осигури ефективна социализация, което би помогнало да се преодолеят тези бариери.

## Технологии за сътрудничество
Съществуват различни инструменти и технологии, които улесняват комуникацията и сътрудничеството/ работата в екип/ съвместната работа. Сътрудничеството може да се осъществи:
- синхронно, когато всички участници едновременно имат достъп до информация и / или се срещнат по едно и също време, или
- асинхронно, когато участниците използват информация и предоставят обратна връзка в различно време.

Инструменти за съвместна работа:
- Обмен по електронна поща на информация от разнообразен вид (асинхронно. Това е един от най-старите канали за осъществяване на съвместна работа, както и най-базовият инструмент за работа в екип,
- Споделени календари, задачи, контакти и други,
- Споделени бази данни с онлайн и офлай достъп, през уеб браузър или десктоп клиент. Споделените бази данни позволяват на екипите да споделят, управляват и съхраняват информация и документи,
- Документни бази данни за управление на документи и проекти,
- Телеконференция и видеоконференция (синхронни)
- Срещи, осъществени в уеб пространството (синхронни),
- Социален софтуер за бизнеса, който обединява уеб услуги като блогове, общности, бързи връзка, уикита, уиджети, форуми, дискусии и пр.,
- Софтуер за управление на работни (бизнес) процеси (асинхронно),

Изборът и използването на тези средства се базира на наличната технология и цена; географската разпръснатост и съответстващите часови различия; нуждата от достъп на партньори, доставчици и клиенти; сложността на продукта и степента на техническите въпроси, и други фактори.